# Zdeněk Zeman
Zdeněk Zeman (Prag, Češka, 12. svibnja 1947.), češki nogometni trener, bivši trener FK Crvene zvezde.
Od 1968. godine živi u Italiji, u koju se preselio nakon invazije Čehoslovačke. Odredište mu je bilo Palermo, gdje se doselio uz pomoć ujaka Čestmira Vicpaleka, koji je bio igrač i trener Juventusa.
Godine 1975. je dobio talijansku putovnicu, a na Siciliji je završio športsku akademiju – odsjek za medicinu u športu, a kasnije i trenersku školu.
Trenersku karijeru je počeo s Palermovim mlađim kategorijama (1981. – 1983.). Kasnije je vodio Licatu, Foggiu, Parma, Messinu, Lazio, Romu, Fenerbahçe, Napoli, Salernitanu, Avellino, Lecce i Bresciu.
Dana 16. lipnja 2008. na sjednici upravnog odbora FK Crvene zvezde odlučeno je da Zeman postane drugi stranac trener u povijesti Crvene zvezde. Prvi je bio Walter Zenga. Dvije godine poslije se Zeman vratio u Foggiu.